# 暗流
《暗流》（法語：Les Rivières pourpres）是2000年的一部法国心理恐怖片，由让·雷诺和文森特·卡塞尔主演。由马修·卡索维茨执导的这部电影，改编自畅销小说《红血河》。其剧本由原书作者让-克里斯托夫·格朗热共同编写。
该片讲述在法国阿尔卑斯山有一所孤立的大学，在校园内及其周围发生了一系列可怕的谋杀案，两名侦探负责调查该案。该片预算为1400万美元，其剧场版在全球共收获6000万美元。尽管其票房成功，主演之一文森特·卡塞尔承认：“我没法帮助解释这部电影，因为我也不太理解！我们删掉了片中所有的解释性内容，所以很“无聊”（按照导演的说法）。你看完这部电影并不无聊，但你根本没有看懂。”
续集《暗流2：天使启示录》于2004年上映。

## 情节
位于山脚下村子旁的一所大学，信仰纳粹式的优生，致力于将运动天才和智力天才儿童一起培养为完美人种。然而由于大学的隔离导致教授们近亲繁殖，遗传疾病越发严重。于是大学借助自己的医院，将村里的健康婴儿掉包为大学里的婴儿。
朱迪思和芬妮（纳迪亚·法赫斯）是村里的一对双胞胎，但芬妮即被掉包进入大学。朱迪思十岁时生病再次住进这所医院后，大学和医院发现当年掉包的是一对双胞胎之一。为避免罪行败露，他们攻击了朱迪思。她的母亲带她逃离医院时发生了交通事故，她的母亲伪造现场，令他们误以为朱迪思已死。
芬妮在大学内长大，成为冰川学家，为大学避免频繁的雪崩。依照大学的繁育计划，由图书管理员为芬妮指定了结婚对象。朱迪思找到芬妮，一起摸清了事情的来龙去脉，并制订了复仇计划。
首先是图书管理员被杀，其尸体被以胎儿姿势挂在悬崖上，双眼被挖，双手被割。探长尼曼斯（让·雷诺）奉命调查，他向当地眼科医生请教，眼科医生提示他，挖眼割手是因为这些器官对每个人是独一无二的。随后病理学家报告，在图书管理员的眼窝中发现酸雨，但该地区自七十年代起就没有下过酸雨。因为芬妮攀岩能力出众，尼曼斯请她帮忙到冰川上取得冰块样品，以对比图书管理员眼中的酸雨。而后，尼曼斯在冰川溶洞中发现了第二具尸体——大学医院的产科医生。
探员科克里安（文森特·卡塞尔）正在调查一起亵渎朱迪思坟墓，以及从当地小学偷走她照片的案件。他通过当年交通事故的线索。追踪到了肇事者产科医生的家。在产科医生家，他碰到了尼曼斯，并找到了失窃的朱迪思照片。
产科医生的眼睛被替换为义眼，这提醒了尼曼斯。他衝回眼科医生的诊所，但眼科医生已经死了。他们已经看到了凶手，但没有抓住。在打斗过程中，凶手捡到了尼曼斯的枪，但并没有向他开枪。他们回到现场，发现凶手用眼科医生的血在他自己身上写着“我会追查暗流的来源”。并且他们还发现，尼曼斯枪上的指纹是朱迪思的。
科克里安发现朱迪思的墓裡并没有尸体，只有一张照片，而尼曼斯认出照片上是芬妮。在去芬妮家的路上，他们险些被院长的儿子撞落山下。他们在芬妮的地下室找到了受害者的手和眼球，但芬妮和她的手榴弹都不见了。尼曼斯对大学下达疏散命令后，和科克里安上山寻找芬妮。
两人在山上见到了朱迪思和芬妮。科克里安向朱迪思开枪，却击中了芬妮的肩膀。枪声引发雪崩，将朱迪思冲走，而其他人被埋在雪中，后被救出。

## 演员
| 演员                                    | 角色             | 角色            | 角色                     |
| 演员                                    | 原名             | 译名            | 身份                     |
| --------------------------------------- | ---------------- | --------------- | ------------------------ |
| 让·雷诺                                 | Pierre Niemans   | 皮埃尔·尼曼斯   | 来自巴黎的知名探长       |
| 文森特·卡塞尔                           | Max Kerkerian    | 马克斯·科克里安 | 探员                     |
| 纳迪亚·法雷斯                           | Fanny Ferreira   | 芬妮·费雷拉     | 冰川学家兼学生           |
| 纳迪亚·法雷斯                           | Judith Herault   | 朱迪思·埃罗     | 芬妮的孪生姐姐           |
| 多米尼克·桑达                           | Andrée           | 安德蕾          | 修女，芬妮和朱迪思的生母 |
| 卡里姆·贝尔克哈德拉（Karim Belkhadra ） | Dahmane          | 达赫梅恩        | 警察上尉                 |
| 让-皮埃尔·卡塞尔                        | Bernard Chernezé | 伯纳德·车内兹   | 眼科医生                 |
| 迪迪埃·弗拉芒                           |                  |                 | 院长                     |
| 罗伦·拉菲帝                             | Hubert           | 休伯特          | 院长儿子/院长助理        |
| 弗朗索瓦·勒凡托                         |                  |                 | 病理学家                 |
| 弗朗辛·贝尔杰                           |                  |                 | 女校长                   |
| 菲力浦·纳翁                             |                  |                 | 加油站男子               |

## 拍摄地点
外景拍摄地包括阿尔贝维尔市镇的格勒诺布尔、利韦和加韦、阿夫里约、阿普里厄、瓦桑堡、瓦洛西讷、维奈和维里厄。
片中的大学实际上是位于萨伏依维拉罗丹-布尔热的法国航空航天研究院莫达-阿弗里厄克斯风洞中心（45°12′49.53″N 6°43′1.90″E / 45.2137583°N 6.7171944°E）。冰川场景拍摄于Mer de Glace，位于上萨瓦省霞慕尼勃朗峰山谷，在勃朗峰之下、阿让蒂耶尔之上。河边的高脚屋可以在45°6′26.45″N 5°55′59.27″E / 45.1073472°N 5.9331306°E看到。

## 获奖
《暗流》获得五项凯撒奖提名：最佳导演、最佳摄影、最佳原创音乐、最佳剪辑和最佳音效。它还获得了欧洲电影奖最佳导演提名和两项最佳男主角提名（让·雷诺和文森特·卡塞尔）。它也被提名圣塞瓦斯蒂安国际电影节的金贝壳奖。